# Kickapoo Site 1
Kickapoo Site 1 es un lugar designado por el censo ubicado en el condado de Brown en el estado estadounidense de Kansas. En el año 2010 tenía una población de 101 habitantes.

## Geografía
Kickapoo Site 1 se encuentra ubicado en las coordenadas 39°42′52.03″N 95°38′54.34″O / 39.7144528, -95.6484278 (39.714452° 	-95.648428°).